# Roger Clark (Schauspieler)

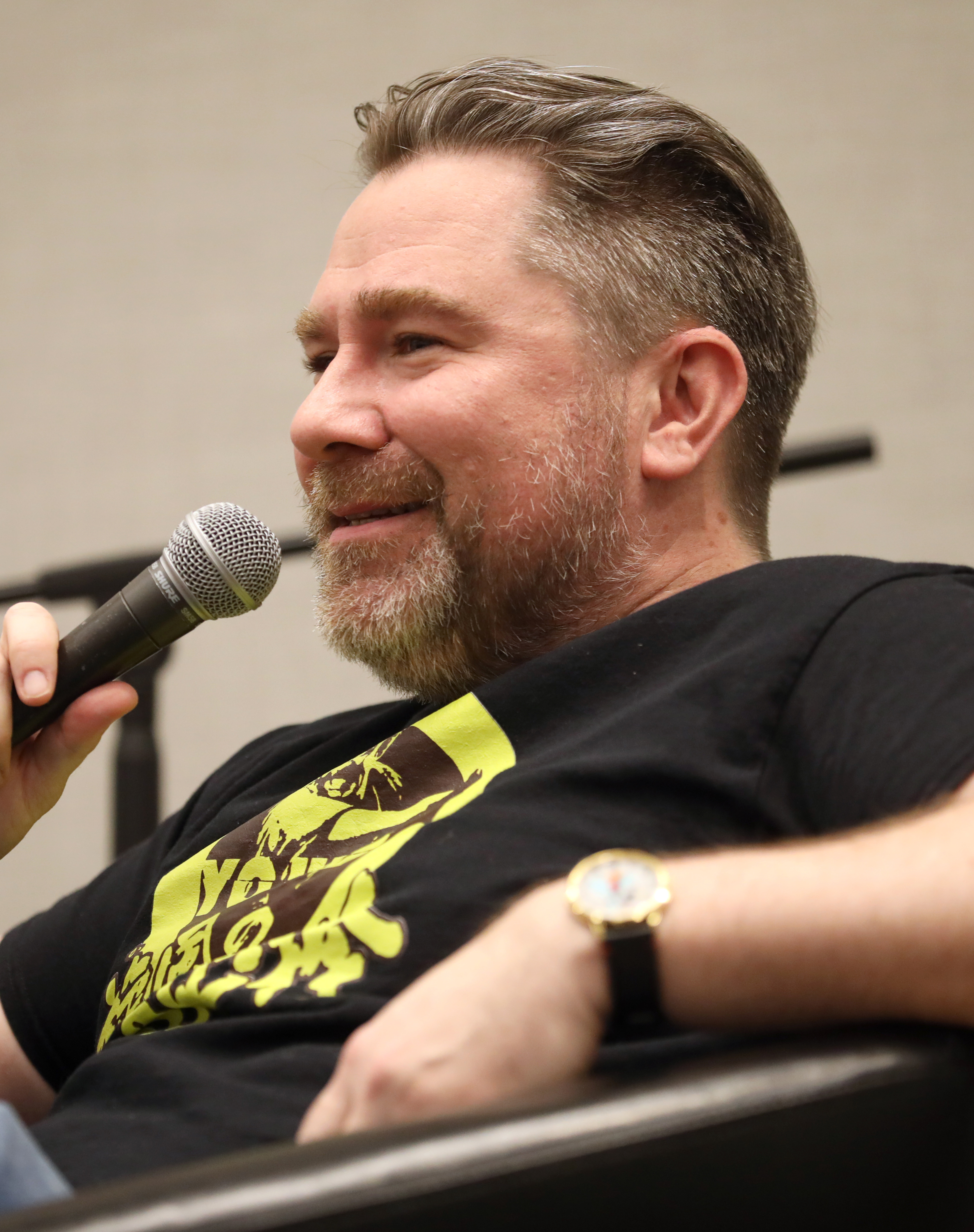
Roger Clark (2024)

Roger Clark (* 14. Juli 1978 in New Jersey) ist ein irisch-US-amerikanischer Schauspieler und Synchronsprecher, der vor allem durch seine Darstellung des Gesetzlosen Protagonisten Arthur Morgan in dem Videospiel Red Dead Redemption 2 bekannt ist. Er war Synchronsprecher und Motion-Capture-Artist für Arthur Morgan und erhielt mehrere Auszeichnungen für diese Rolle.

## Biografie
Clark wurde im US-Bundesstaat New Jersey als Sohn irischstämmiger Eltern geboren und wuchs dort bis zu seinem 12. Lebensjahr auf, anschließend, nach der Pensionierung seines Vaters, zog die Familie nach Irland in die Stadt Sligo. Als Kind tanzte er gern und gewann sogar einen Tanzwettbewerb. Er besuchte die University of Glamorgan in Wales’ Hauptstadt Cardiff und machte dort seinen Bachelor in den Fächern Theater, Medien und Drama. Seitdem spielte er in meist kleinen Nebenrollen in TV-Serien aber auch größere Rollen im Theater, unter anderem war er für die American Drama Group tätig, die ihren Hauptsitz in München hat, mit dieser Theatergruppe tourte er durch ganz Deutschland und 45 weiteren Ländern.
Mit seiner Rolle als Arthur Morgan für das Western-Videospiel Red Dead Redemption 2 erlangte er schlagartig internationale Bekanntheit, für seine Synchronisation wurde er vielfach gelobt und ausgezeichnet. Er hatte das Spiel Red Dead Redemption selbst gespielt und war mit der Geschichte des Spiels daher schon vertraut.
Er lebt mittlerweile in New York City, ist verheiratet und hat zwei Kinder.

## Filmografie

### Spielfilme
- 2014: A Midsummer Night’s Dream

### Fernsehen
- 2007: The Wild West
- 2011: Thor & Loki: Blood Brothers (2 Folgen)
- 2013: Zero Hour

### Videospiele
- 2009: Shellshock 2: Blood Trails
- 2018: Red Dead Redemption 2
- 2023: Fort Solis

## Auszeichnungen
| Jahr | Auszeichnung                       | Kategorie                        | Name des Videospiels  | Resultat  |
| ---- | ---------------------------------- | -------------------------------- | --------------------- | --------- |
| 2018 | The Game Awards                    | Beste Performance                | Red Dead Redemption 2 | gewonnen  |
| 2019 | New York Game Awards               | Beste Darstellung in einem Spiel | Red Dead Redemption 2 | nominiert |
| 2019 | NAVGTR Awards                      | Darstellung in einem Drama       | Red Dead Redemption 2 | nominiert |
| 2019 | British Academy Video Games Awards | Darsteller                       | Red Dead Redemption 2 | nominiert |